# Пхан Кхамвин
Пхан Кхамвин (кит. 彭锦荣) — южно-китайский футболист, игравший на позиции нападающего. Выступал за клуб «Саут Чайна» и национальную сборную Китайской Республики. Трёхкратный победитель футбольного турнира Дальневосточных игр.

## Карьера
Пхан Кхамвин играл за футбольный клуб «Саут Чайна» из Гонконга. В 1921 году его команда получила право представлять сборную Китайской Республики на Дальневосточных играх. На турнире Кхамвин сыграл только один матч, дебютировав 1 июня против сборной Японии. Встреча завершилась крупной победой его команды со счётом 4:1. Во втором матче на турнире китайцы победили Филиппины и стали победителями соревнований.
В августе 1923 года Пхан отправился со сборной в турне по Австралии, которое продлилось три месяца. Он был участником ещё на двух Дальневосточных играх, на которых его команда неизменно побеждала на соревнованиях. В последний раз в составе сборной Кхамвин сыграл 22 мая 1925 года против сборной Филиппин.

## Статистика за сборную
| Китайская Республика | Китайская Республика | Китайская Республика |
| Год                  | Матчи                | Голы                 |
| -------------------- | -------------------- | -------------------- |
| 1921                 | 1                    | 0                    |
| 1923                 | 2                    | 0                    |
| 1925                 | 2                    | 0                    |
| Итого                | 5                    | 0                    |

## Достижения
- Чемпион Гонконга (1): 1923/24[6]
- Победитель Дальневосточных игр (3): 1921, 1923, 1925